# Cannibal! The Musical
Cannibal! The Musical è un film del 1993, diretto da Trey Parker, scritto da Matt Stone, distribuito nei cinema e in DVD dalla Troma.
Il film narra la vera storia di Alferd Packer, il primo uomo condannato negli Stati Uniti per cannibalismo nel 1883, ma lo fa con una commistione di generi quali il musical, l'horror, il western e la commedia demenziale.
La Troma acquistò i diritti per la distribuzione in tutto il mondo del film, che è divenuto uno dei titoli più venduti in DVD dalla celebre casa di produzione statunitense.

## Trama
Alferd Packer è una guida alpina, unico sopravvissuto di un gruppo di pionieri dispersi su una montagna. Per poter sopravvivere, Packer è stato costretto a cibarsi dei propri compagni.
Durante il suo processo, Packer ripercorre la sua storia e si proclama innocente. Scopriamo così in flashback i motivi che hanno causato il fallimento della spedizione, gli strani incontri fatti da Packer e i suoi compagni, come quello con uno strano gruppo di indiani caratterizzati (e interpretati) come giapponesi e con un ciclope, il tutto raccontato con canti e balli.

## Produzione

### Regia
L'idea del film venne a Trey Parker e a Matt Stone (i creatori della celebre serie animata South Park) durante gli studi alla University of Colorado at Boulder. Lì i due girarono un cortometraggio della durata di tre minuti che attirò l'attenzione degli addetti ai lavori. Il successo riscosso dal corto convinse Parker e Stone a girare un lungometraggio, che fu realizzato con un budget di 125.000 dollari.

### Riprese
Le riprese del film iniziarono nel 1993, con il titolo di lavorazione Alferd Packer: The Musical.  Tuttavia il film uscì nelle sale cinematografiche statunitensi solo nel 1996, quando fu acquistato dalla Troma che lo rititolò Cannibal! The Musical, in quanto poche persone al di fuori del Colorado conoscevano Alferd Packer.

## Home video
Dopo il grande successo riscosso da South Park la Troma distribuì il film in VHS e DVD, facendolo diventare un cult movie. Il DVD contiene un commento audio in cui Parker e Stone, insieme a gran parte del cast, sono ubriachi. Il commento è stato definito Drunken Director's Commentary.

## Colonna sonora
La colonna sonora del film, composta da Trey Parker e Rich Sanders, è composta dai seguenti brani:
1. Shpadoinkle
2. That's All I'm Asking For
3. When I Was On Top Of You
4. Trapper Song
5. This Side Of Me
6. Let's Build A Snowman
7. Hang The Bastard

## In Italia
Il film non è mai stato ufficialmente distribuito in Italia. Tuttavia è stato adattato da Claudio Insegno e Mara Mazzei per uno spettacolo teatrale intitolato "Cannibal! il musical", diretto e interpretato da Claudio Insegno.

## Collegamenti ad altre pellicole
- Quando Shannon Bell attacca alle spalle Packer, la musica in sottofondo è quella della celebre scena della doccia presente in Psyco, diretto da Alfred Hitchcock nel 1960.
- Nel 1980 il regista James W. Roberson girò una versione "seria" della storia di Packer, intitolata The Legend of Alfred Packer.
- Durante la scena iniziale del processo, Packer esclama: «Ma non è questo il modo in cui è successo!». Questo è un riferimento all'episodio di Star Trek intitolato Corte marziale, in cui il capitano Kirk esclama la stessa frase.
- In South Park, il balletto finale presente in ogni puntata deriva dal cortometraggio che è alla base di Cannibal! The Musical.
- In South Park: il film - Più grosso, più lungo & tutto intero, diretto da Trey Parker nel 1999, il cuore di Kenny viene sostituito da una patata al forno. Questo è un riferimento a una strofa della canzone Shpadoinkle, che recita «Il mio cuore è ricolmo di patate al forno».
- In Orgazmo, diretto da Parker nel 1997, è presente in una sequenza il poster del film. Inoltre un personaggio guarda una sequenza del film, trasmesso in televisione.